# Xanthocampoplex politus
Xanthocampoplex politus är en stekelart som beskrevs av Gupta 1973. Xanthocampoplex politus ingår i släktet Xanthocampoplex och familjen brokparasitsteklar. Inga underarter finns listade i Catalogue of Life.